# Biała Rawska (općina)
Biała Rawska je uralno-ruralna poljska općina (poljski: gmina) u kotaru Rawa (Vojvodstvo Lodz) u centralnoj Poljskoj. Sjedište općine se nalazi u mjestu Biała Rawska, udaljen 17 km istočno od Rawa Mazowiecka i 71 km istočno od sjedišta vojvodstva Łódź.
Općina pokriva površinu od 208,41 km². Godine 2006. broj stanovnika je bio 11.546.

## Gradovi
- Babsk

## Naseljena mjesta
Aleksandrów, Antoninów, Babsk, Biała Wieś, Białogórne, Błażejewice, Bronisławów, Byki, Chodnów, Chrząszczew, Chrząszczewek, Dańków, Franklin, Franopol, Galiny, Gołyń, Gośliny, Grzymkowice, Janów, Jelitów, Józefów, Konstantynów, Koprzywna, Krukówka, Lesiew, Marchaty, Marianów, Narty, Niemirowice, Orla Góra, Ossa, Pachy, Pągów, Podlesie, Podsędkowice, Porady Górne, Przyłuski, Rokszyce, Rosławowice, Rzeczków, Słupce, Stanisławów, Stara Wieś, Studzianek, Szczuki, Szwejki Małe, Teodozjów, Teresin, Tuniki, Wilcze Piętki, Wola-Chojnata, Wólka Babska, Wólka Lesiewska, Zakrzew, Zofianów, Zofiów, Żurawia i Żurawka.